# Famille Ngapo
La famille Ngapo est le nom personnel tibétain (tibétain : ང་ཕོད་, Wylie : nga phod) d'une famille tibétaine devenue noble, classée dans la 3e strate de l'aristocratie tibétaine, les « hommes puissants » (tibétain : མི་དྲགས, Wylie : mi drags), comportant 15 ou 16 familles dont des membres avaient été promus pour leur faits d'armes, et étaient fréquemment nommés au plus hautes fonctions du gouvernement.

## Membres
- Ngapo Shapé, père adoptif du suivant, ministre de 1921 à 1932[2].
  - Ngabo Ngawang Jigme, homme politique tibétain.
    - Jigmé Ngapo, fils du précédent.